# Gustave Garrigou
Gustave Garrigou (Vabre-Tizac, Avairon, 24 de setembre de 1884 - Esbly, 28 de gener de 1963) fou un ciclista francès.
Ciclista professional de 1907 a 1914. Portà els colors de l'equip Peugeot (1907-1908), després de l'Alcyon (1909-1912), abans de tornar al Peugeot (1913-1914).
En el seu palmarès destaca la victòria al Tour de França de 1911. En aquesta mateixa cursa guanyà fins a 8 etapes en les diferents participacions, totes elles abans de la Primera Guerra Mundial. També destaca la victòria a la Volta a Llombardia de 1907, la Milà-Sanremo de 1911 i dos campionats nacionals de ciclisme en ruta, el 1907 i 1908. A més a més de les seves victòries cal destacar els segons llocs a la Milà-San Remo de 1907 i 1912, Bordeus-París el 1911 i París-Roubaix el 1912.

## Palmarès
- 1904
  - 1r a la París-Amiens (aficionat)
- 1905
  - 1r a la París-Dieppe (aficionat)
  - 1r a la París-Amiens (aficionat)
- 1907
  -  Campió de França en ruta
  - 1r a la París-Brussel·les
  - 1r a la Volta a Llombardia
  - Vencedor de 2 etapes al Tour de França
- 1908
  -  Campió de França en ruta
  - Vencedor de 2 etapes de la Volta a Bèlgica
- 1909
  - Vencedor d'una etapa al Tour de França
- 1910
  - 1r al Circuit de Brèscia (per equips)
  - Vencedor d'una etapa al Tour de França
- 1911
  - 1r al Tour de França i vencedor de 2 etapes
  - 1r a la Milà-Sanremo
- 1913
  - Vencedor d'una etapa al Tour de França
- 1914
  - Vencedor d'una etapa al Tour de França

### Resultats al Tour de França
- 1907. 2n de la classificació general i vencedor de dues etapes
- 1908. 4t de la classificació general
- 1909. 2n de la classificació general i vencedor d'una etapa
- 1910. 3r de la classificació general i vencedor d'una etapa
- 1911. 1r de la classificació general i vencedor de dues etapes
- 1912. 3r de la classificació general
- 1913. 2n de la classificació general i vencedor d'una etapa
- 1914. 5è de la classificació general i vencedor d'una etapa